# Цыдыпов, Балдан Баирович
Балдан Баирович Цыдыпов (род. 14 мая 1998, Агинское, Агинский район, Агинский Бурятский АО, Россия) — российский офицер (старший лейтенант), командир мотострелкового взвода 5-й отдельной гвардейской танковой Тацинской бригады. Участник вторжения России на Украину. Герой Российской Федерации (2022).

## Биография
Родился в посёлке Агинское Агинского Бурятского автономного округа.
В 2016 году поступил в Новосибирское высшее военное командное училище, которое окончил в 2020 году. Служил в частях Восточного военного округа в Уссурийске и в Улан-Удэ.
В 2022 году участвовал во вторжении России на Украину в должности командира мотострелкового взвода 5-й отдельной гвардейской танковой Тацинской бригады.
С 11 июня 2022 года — Герой Российской Федерации. Медаль Героя РФ вручил министр обороны Сергей Шойгу, который предложил Цыдыпову занять должность старшего специалиста-эксперта в одном из военных комиссариатов Москвы.

## Награды
- Герой Российской Федерации (11 июня 2022 года)[3][6][7]
- Орден Мужества (18 апреля 2022 года)[8]